# My love (Frenna)
My love is een single van de Nederlandse rapper Frenna in samenwerking met rappers Emms en Jonna Fraser uit 2016. Het stond in hetzelfde jaar als derde track op het album Geen oog dichtgedaan van Frenna.

## Achtergrond
My love is geschreven door Jonathan Jeffrey Grando, Francis Junior Edusei, Emerson Akachar, Placido Diego Elson en Delaney Alberto en geproduceerd door Spanker, Dicey en Diquenza. Het is een nederhoplied waarin de liedvertellers zingen/rapper over een vrouw die al bij hun was voordat ze succesvol waren. Hierin vertellen ze dat ze blij zijn dat ze nog bij hun is, maar waarschuwen ze ook voor dingen die ze mogelijk doet. De videoclip, welke is opgenomen in een villa met schaars geklede vrouwen, is geregisseerd door Mike Static. De B-kant van de single is een instrumentale versie van het lied. De single heeft in Nederland de driedubbele platina status.

## Hitnoteringen
Het lied was erg succesvol in Nederland. In de Single Top 100 piekte het op de eerste positie. Het stond 29 weken in deze hitlijst. In de zestien weken dat het in de Top 40 stond, kwam het tot de negende plaats.